# جبهه آسیایی- اقیانوس آرام

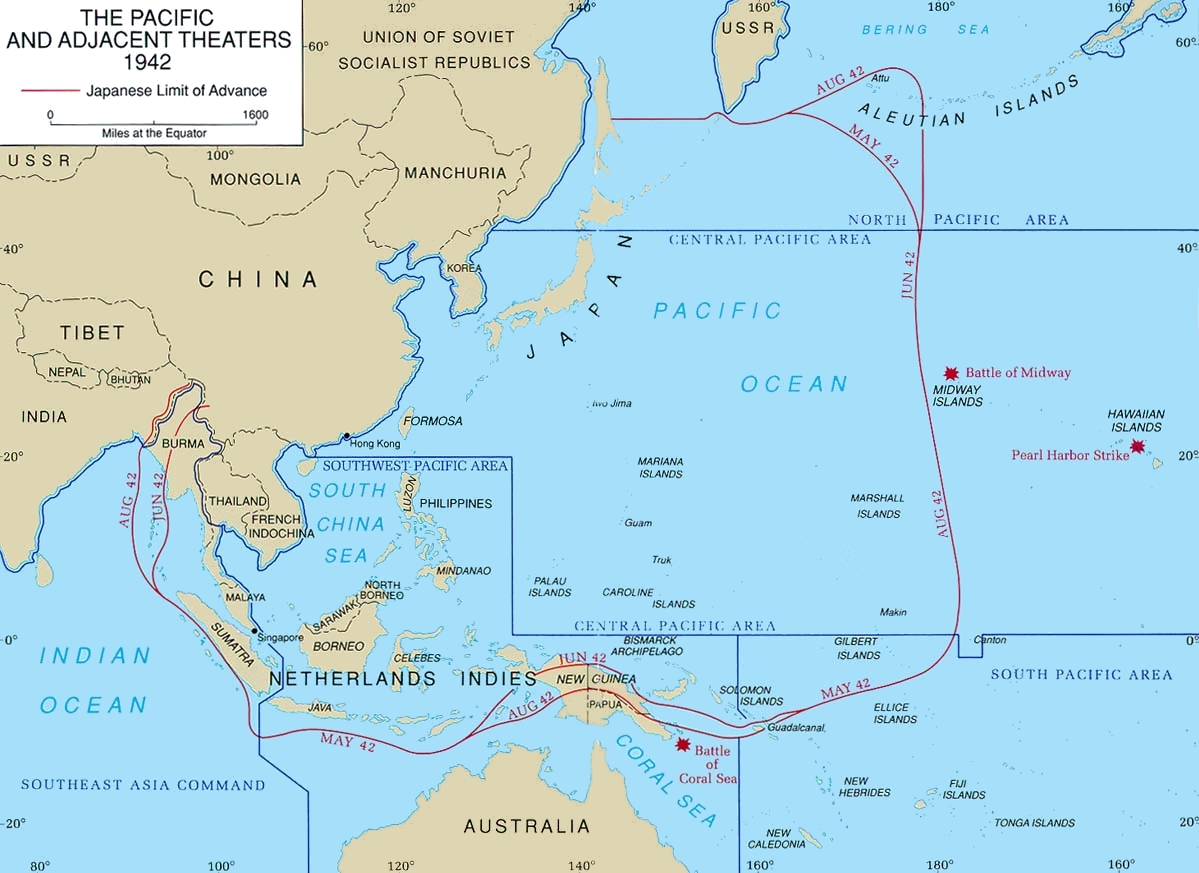
نقشه‌ای از جنگ آسیایی- اقیانوس آرام که جبهه‌های نبرد را نشان می‌دهد. نبرد چین- برمه- هند تحت فرماندهی مقر جنوب شرقی آسیای انگلستان قرار داشت.

جبهه (جنگ) آسیایی- اقیانوس آرام، حوزهٔ عملیاتی نیروهای آمریکایی در خلال جنگ جهانی دوم در فواصل ۱۹۴۱–۴۵ در طول جنگ اقیانوس آرام بود. از اواسط ۱۹۴۲ تا پایان جنگ در ۱۹۴۵، ایالات متحده، دو مرکز فرماندهی در اقیانوس آرام داشتند. مناطق اقیانوس آرام به بخش‌های مرکزی اقیانوس آرام، شمالی اقیانوس آرام، و جنوبی اقیانوس آرام تقسیم شده بود و تحت فرماندهی دریاسالار چستر نیمیتز، فرماندهٔ مناطق اقیانوس آرام قرار داشت. منطقهٔ جنوب غربی آسیا، شامل گینه نو، فیلیپین، بورنئو، و هند شرقی هلند، تحت فرماندهی ژنرال داگلاس مک‌آرتور فرماندهٔ ارشد منطقهٔ جنوب غربی اقیانوس آرام قرار داشت. در سال ۱۹۴۵، ایالات متحده، نیروهای هوایی راهبردی ایالات متحده در اقیانوس آرام، را به فرماندهی ژنرال کارل اسپاتز به این منطقه افزود.

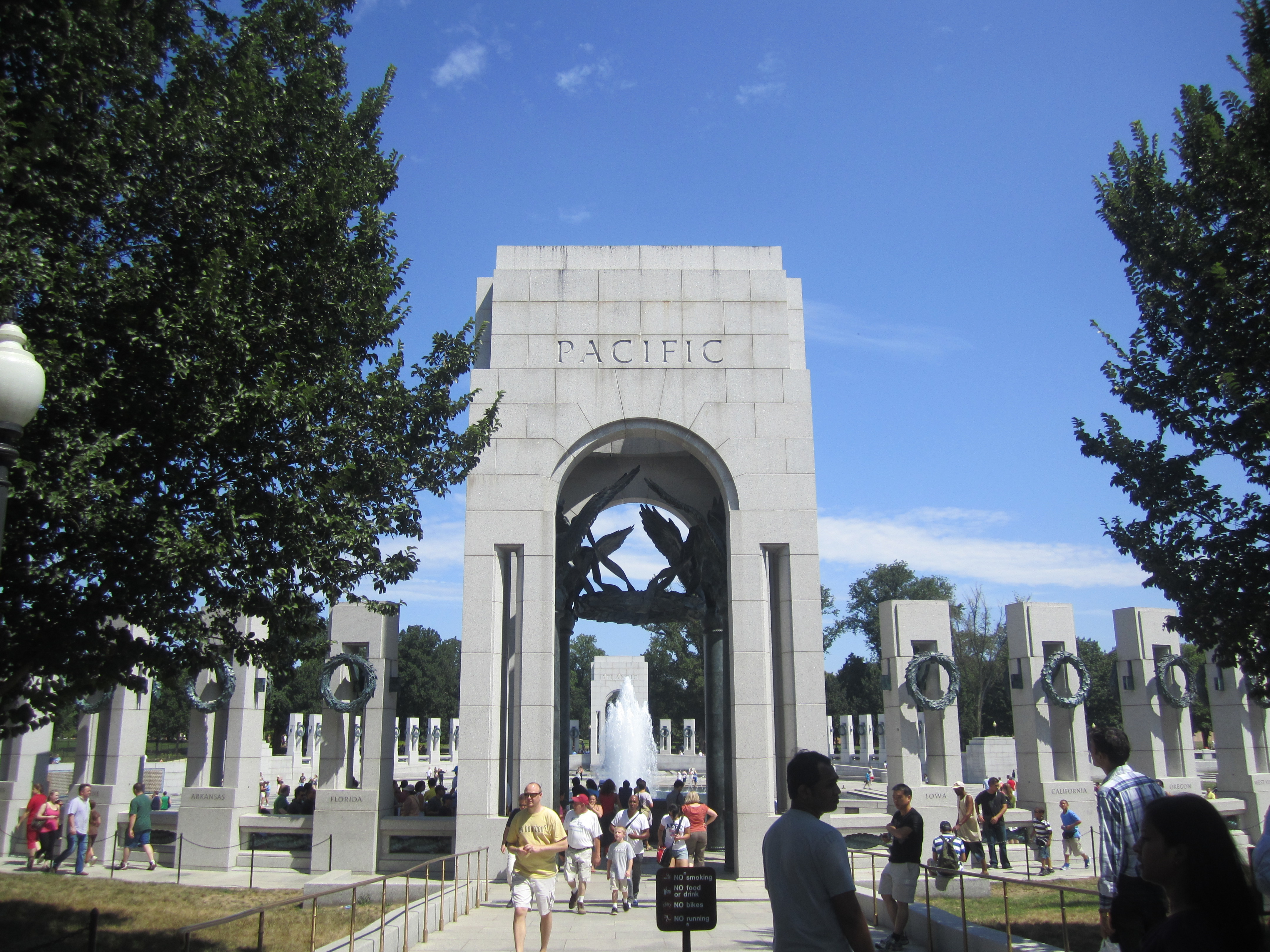
بخش نبرد اقیانوس آرام یادبود ملی جنگ جهانی دوم در واشینگتن، دی.سی.

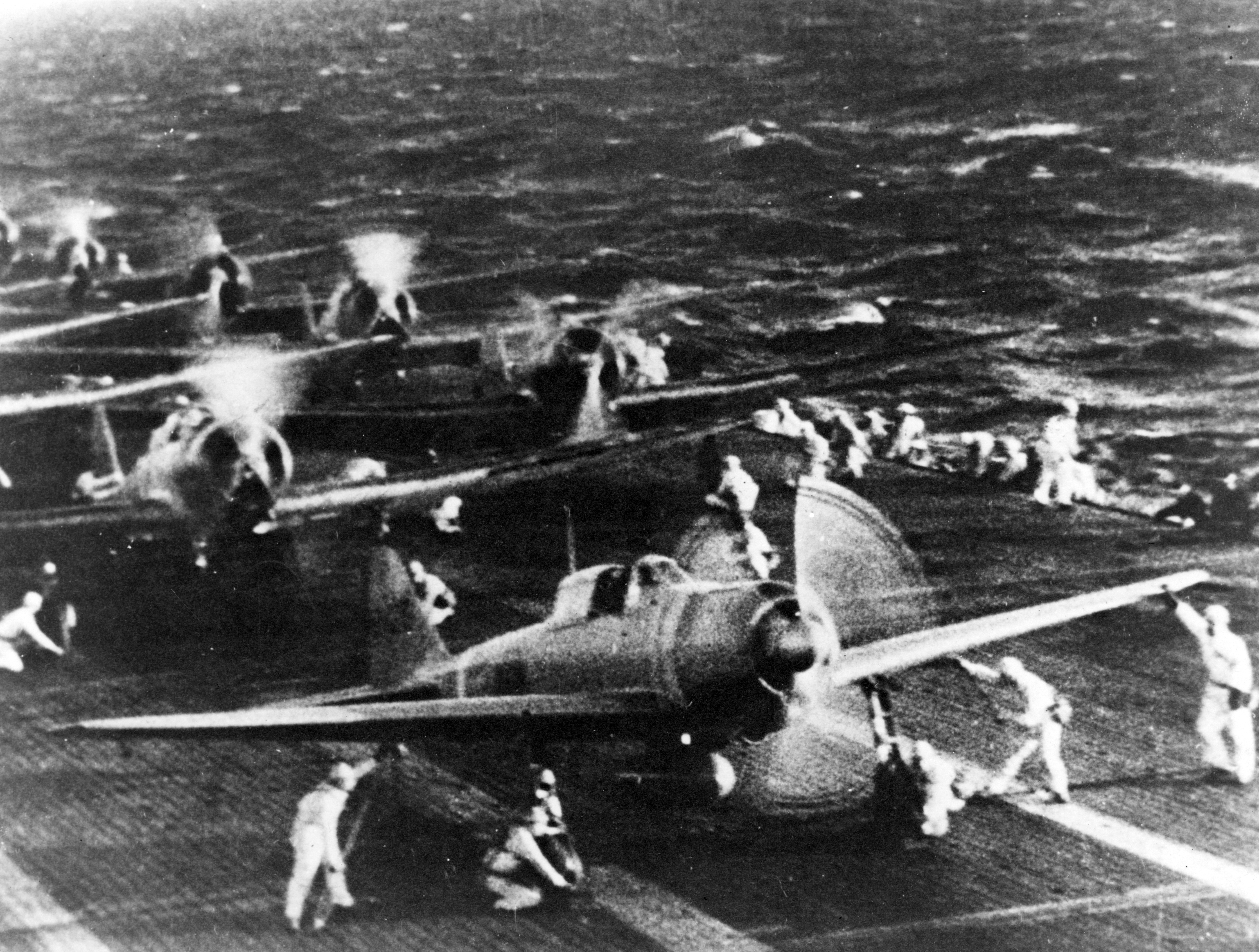
ناو هواپیمابر ژاپن آمادهٔ حمله به بندر پیارل

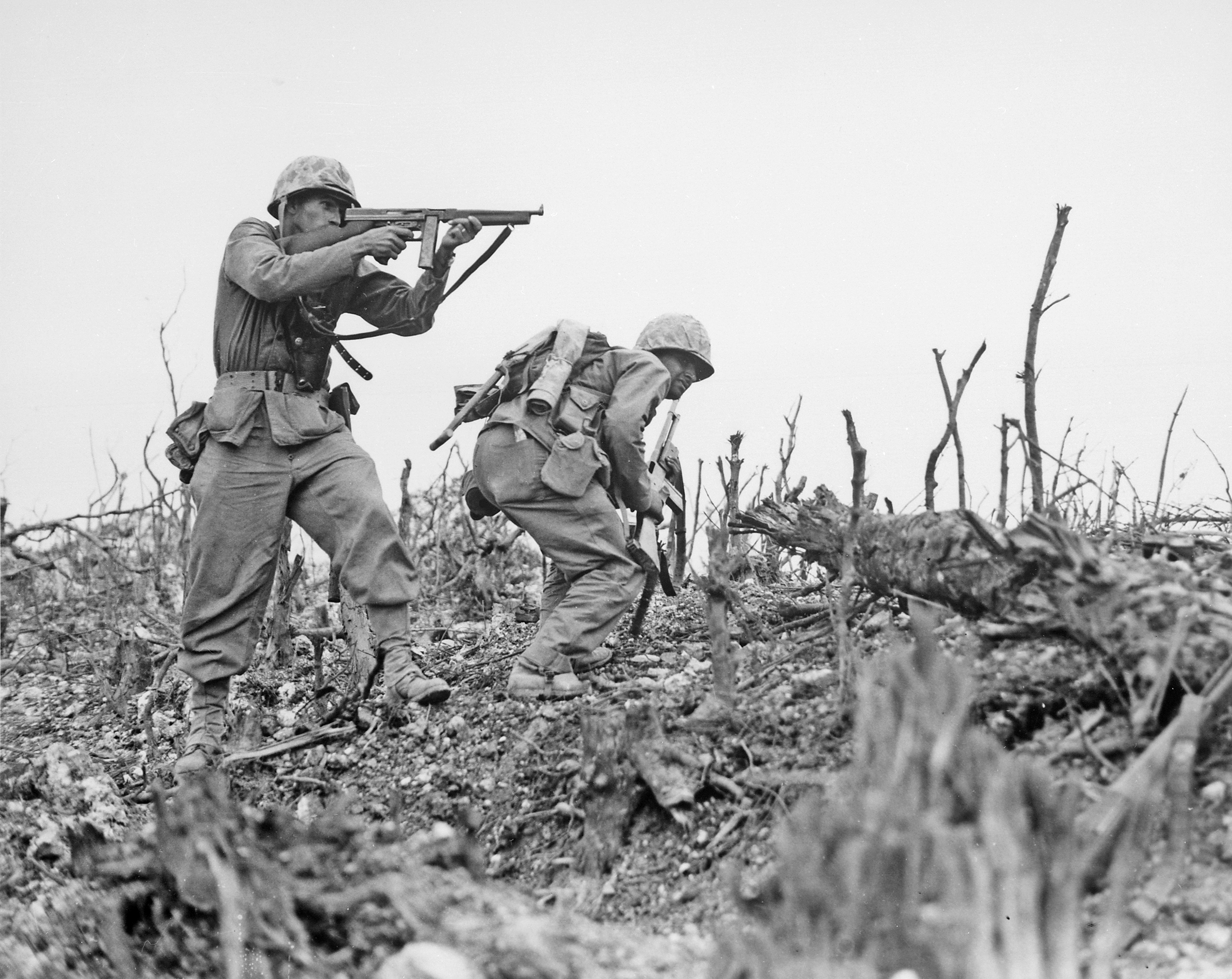
اوکیناوا، ۱۹۴۵، یک نیروی تفنگداران دریایی ایالات متحده آمریکا، مسلسل دستی تامسن را به سوی یک تک‌تیرانداز ژاپنی نشانه رفته است تا همراهش را پوشش دهد.

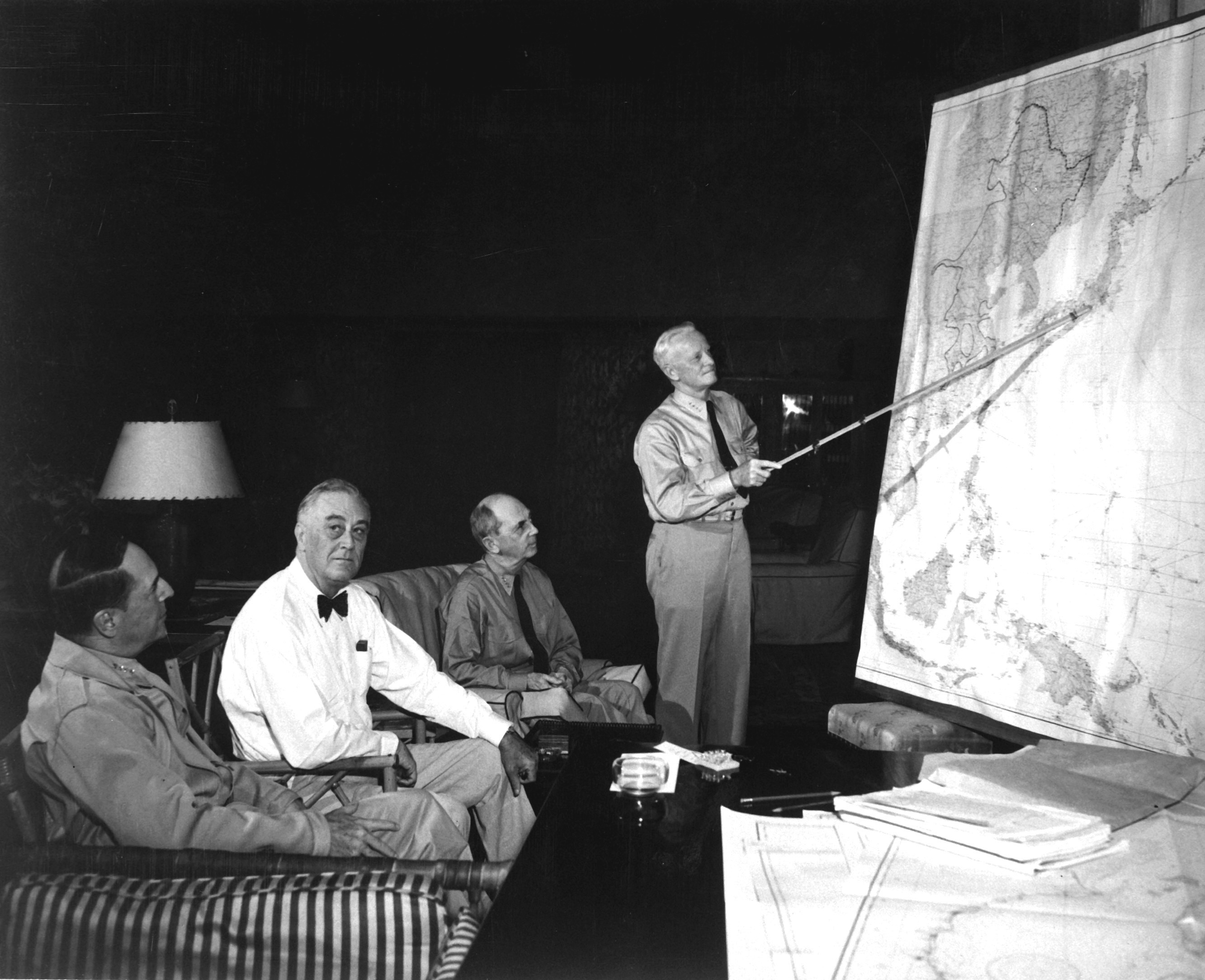
کنفرانس راهبر ۱۹۴۴ در هونولولو. از راست به چپ: نیمیتز، لیاهی، فرانکلین دلانو روزولت، و مک‌آرتور. در این جلسه بر سر فورموسا یا جزایر فیلیپین به عنوان هدف عملیاتی بعدی در نبرد اقیانوس آرام بحث می‌شود.

به سبب نقش مکمل نیروی زمینی ایالات متحده آمریکا و نیروی دریایی ایالات متحده آمریکا در خلال جنگ اقیانوس آرام، هیچ فرماندهی واحدی (در مقایسه با جبهه‌های عملیات در اروپا که تحت فرماندهی ژنرال دوایت آیزنهاور قرار داشت) برای آن تعریف نشده بود. در واقع به استثنای فرماندهی‌های منطقه‌ای، هیچ‌گونه فرماندهی واقعی وجود نداشت.

## مراکز و نبردهای اصلی در منطقهٔ اقیانوس آرام

### منطقهٔ شمالی اقیانوس آرام
- نبرد جزایر الوشن، ۱۹۴۲–۴۳
- نبرد جزایر کوماندورسکی، مارس ۱۹۴۳[۳]

### منطقهٔ مرکز اقیانوس آرام
- حمله به پرل هاربر، دسامبر ۱۹۴۱
- نبرد گوآم، دسامبر ۱۹۴۱
- نبرد جزیره ویک، دسامبر ۱۹۴۱
- حملهٔ دولیتل، آوریل ۱۹۴۲
- نبرد میدوی، ژوئن ۱۹۴۲
- مقر جزایر گیلبرت و مارشال، ۱۹۴۳–۴۴
- حملهٔ جزیرهٔ ماکین، اوت ۱۹۴۲[۴]
- نبرد تاراوا، نوامبر ۱۹۴۳
- نبرد کواجالین، فوریه ۱۹۴۴
- نبرد انی‌وتک، فوریه ۱۹۴۴[۵]
- حمله به تراک (جزیرهٔ کارولین، فوریه ۱۹۴۴
- نبرد جزایر پالائو و ماریانا، ۱۹۴۴
- نبرد سایپان، ژوئن ۱۹۴۴
- نبرد دریای فیلیپین، ژوئن ۱۹۴۴
- نبرد گوآم، ژوئیه- اوت ۱۹۴۴
- نبرد تینیان، ژوئیه- اوت ۱۹۴۴
- نبرد پللیو، سپتامبر- نوامبر ۱۹۴۴
- نبرد آنگائور، سپتامبر- اکتبر ۱۹۴۴
- نبرد خلیج لیته، اکتبر ۱۹۴۴
- نبرد خلیج لیته، اکتبر ۱۹۴۴
- نبرد خلیج لیته، اکتبر ۱۹۴۴
- مقر جزایر ولکانو و ریوکیو، ۱۹۴۵
- نبرد ایووجیما، فوریه ۱۹۴۵
- نبرد اوکیناوا، آوریل ۱۹۴۵

### منطقهٔ جنوبی اقیانوس آرام
- نبرد گوادالکانال، اوت ۱۹۴۲- فوریه ۱۹۴۳
- نبرد جزیره ساوو، ۹ اوت ۱۹۴۲
- نبرد جزایر سلیمان شرقی، ۲۴–۲۵ اوت ۱۹۴۲
- نبرد کاپ اسپرانس، ۱۱–۱۲ اکتبر ۱۹۴۲
- نبرد جزایر سانتا کروز، ۲۶ اکتبر ۱۹۴۲
- نبرد دریایی گوادالکانال، ۱۲–۱۵ نوامبر ۱۹۴۲
- نبرد تاسافارونگا، ۳۰ نوامبر ۱۹۴۲
- مقر جزایر سولومون، ژانویه ۱۹۴۲- نوامبر ۱۹۴۳
- مقر نیو جورجیا، ژوئن- اوت ۱۹۴۳
- نبرد خلیج کولا، ۶ ژوئیه ۱۹۴۳
- نبرد کولومبانگارا، ۱۲–۱۳ ژوئیه ۱۹۴۳
- نبرد خلیج ولا، ۶–۷ اوت ۱۹۴۳
- نبرد ولا لاولا، اوت- اکتبر ۱۹۴۳
  - نبرد دریایی ولا لاولا، ۶/۷ اکتبر ۱۹۴۳
  - نبرد زمینی ولا لاولا، ۱۵ اوت- ۹ اکتبر ۱۹۴۳
- نبرد خلیج شهبانو آوگوستا، ۱–۲ نوامبر ۱۹۴۳
- نبرد دماغه سنت‌جورج، ۲۵ نوامبر ۱۹۴۳
- مقر بوگاینویل، نوامبر ۱۹۴۳- آوریل ۱۹۴۴ و حدود اوت ۱۹۴۵

## مراکز و بردهای اصلی منطقهٔ جنوب غربی اقیانوس آرام
- مقر فیلیپین، ۱۹۴۲
- نبرد باتان، ژانویه- آوریل ۱۹۴۲
- نبرد کورگیدور، مه ۱۹۴۲
- نبرد گینه نو، ۱۹۴۲–۴۵
- نبرد راباول، ژانویه- فوریه ۱۹۴۲
- حملهٔ سالاماوا- لای، مارس ۱۹۴۲
- نبرد دریای مرجان، مه ۱۹۴۲
- حملهٔ بونا- گونا، ژوئیه ۱۹۴۲
- مقر کوکودا تراک، ژوئیه- نوامبر ۱۹۴۲
- نبرد میلن بای، اوت- سپتامبر ۱۹۴۲
- نبرد جزیرهٔ گودایناف، اکتبر ۱۹۴۲
- نبرد بونا- گونا، نوامبر ۱۹۴۲- ژانویه ۱۹۴۳
- نبرد وااو، ژانویه ۱۹۴۳
- نبرد دریای بیسمارک، مارس ۱۹۴۲
- مقر سالاماوا- لای، آوریل- سپتامبر ۱۹۴۳
- مقر دامنهٔ فینیستر، سپتامبر ۱۹۴۳- آوریل ۱۹۴۴
- مقر هوان پنینسولا، سپتامبر ۱۹۴۳- مارس ۱۹۴۴
- مقر بوگاینویل، نوامبر ۱۹۴۳- اوت ۱۹۴۵
- مقر جدید بریتانیا، دسامبر ۱۹۴۳- اوت ۱۹۴۵
- مقر جزایر آمیرالتی، فوریه- مه ۱۹۴۴
- مقر گینهٔنو غربی، آوریل ۱۹۴۴- اوت ۱۹۴۵
- مقر آیتپ- وواک، نوامبر ۱۹۴۴- اوت ۱۹۴۵
- مقر فیلیپین، ۱۹۴۴- ۴۵
- نبرد لیته، اکتبر- دسامبر ۱۹۴۴
- نبرد خلیج لیته، اکتبر ۱۹۴۴
  - نبرد خلیج لیته، اکتبر ۱۹۴۴
  - نبرد خلیج لیته، اکتبر ۱۹۴۴
  - نبرد سامار، اکتبر ۱۹۴۴
- نبرد میندورو، دسامبر ۱۹۴۴
- تهاجم نظامی به خلیج لینگاین، ژانویه ۱۹۴۵
- نبرد لوزون، ژانویه- اوت ۱۹۴۵
- نبرد مانیل، فوریه- مارس ۱۹۴۵
- نبرد کورگیدور، فوریه ۱۹۴۵
- حملهٔ پالاوان، فوریه- آوریل ۱۹۴۵
- نربد ویسایاس، مارس- ژوئیه ۱۹۴۵
- نبرد مینداناو، مارس- اوت ۱۹۴۵
- نبرد ماگیوداناو، ژانویه- سپتامبر ۱۹۴۵
- مقر بورنئو، ۱۹۴۵
- نبرد تاراکان، مه- ژوئن ۱۹۴۵
- نبرد بورنئو شمالی، ژوئن- اوت ۱۹۴۵
- نبرد بالیکپاپان، ژوئیه

## مراکز و نبردهای اصلی چین- برمه- هند
- برمه، دسامبر ۱۹۴۲- مه ۱۹۴۲
- هند- برمه، آوریل ۱۹۴۲- ژانویه ۱۹۴
- دفاعی چین، ژوئیه ۱۹۴۲- مه ۱۹۴۵
- برمه مرکزی، ژانویه ۱۹۴۵- ژوئیه ۱۹۴۵
- تهاجمی چین، مه ۱۹۴۵- سپتامبر ۱۹۴۵